# Classique de Saint-Sébastien 1995
La 15e édition de la Classique de Saint-Sébastien a lieu le 12 août 1995. Remportée par l'Américain Lance Armstrong, de l'équipe Motorola, elle est la huitième épreuve de la Coupe du monde.

## Classement final
| Pos. | Cycliste            | Équipe              | Temps           |
| ---- | ------------------- | ------------------- | --------------- |
| 1    | Lance Armstrong     | Motorola            | 5 h 31 min 17 s |
| 2    | Stefano Della Santa | Mapei-GB            | + 2 s           |
| 3    | Johan Museeuw       | Mapei-GB            | + 27 s          |
| 4    | Laurent Jalabert    | Once                | m.t.            |
| 5    | Gianni Bugno        | MG Boys Maglificio  | m.t.            |
| 6    | Leonardo Piepoli    | Refin-Cantina Tollo | m.t.            |
| 7    | Maximilian Sciandri | MG Boys Maglificio  | + 30 s          |
| 8    | Frank Vandenbroucke | Mapei-GB            | m.t.            |
| 9    | Miguel Indurain     | Banesto             | m.t.            |
| 10   | Bruno Cenghialta    | Gewiss-Ballan       | m.t.            |